# Altenmarkt im Pongau
Pour les articles homonymes, voir Altenmarkt.
Altenmarkt im Pongau est un bourg autrichien, situé dans le land de Salzbourg (situé à 60 kilomètres de Salzbourg), il s'agit aussi d'une station de sports d'hiver, axée principalement sur le ski alpin. Il dispose de nombreux avantages dont une montagne neigeuse de qualité et de quantité avec un domaine skiable qui est relié à l'un des plus grands domaines : Espace Salzburg Amadé Sport World (350 kilomètres de pistes). Il s'agit aussi d'un haut lieu touristique.

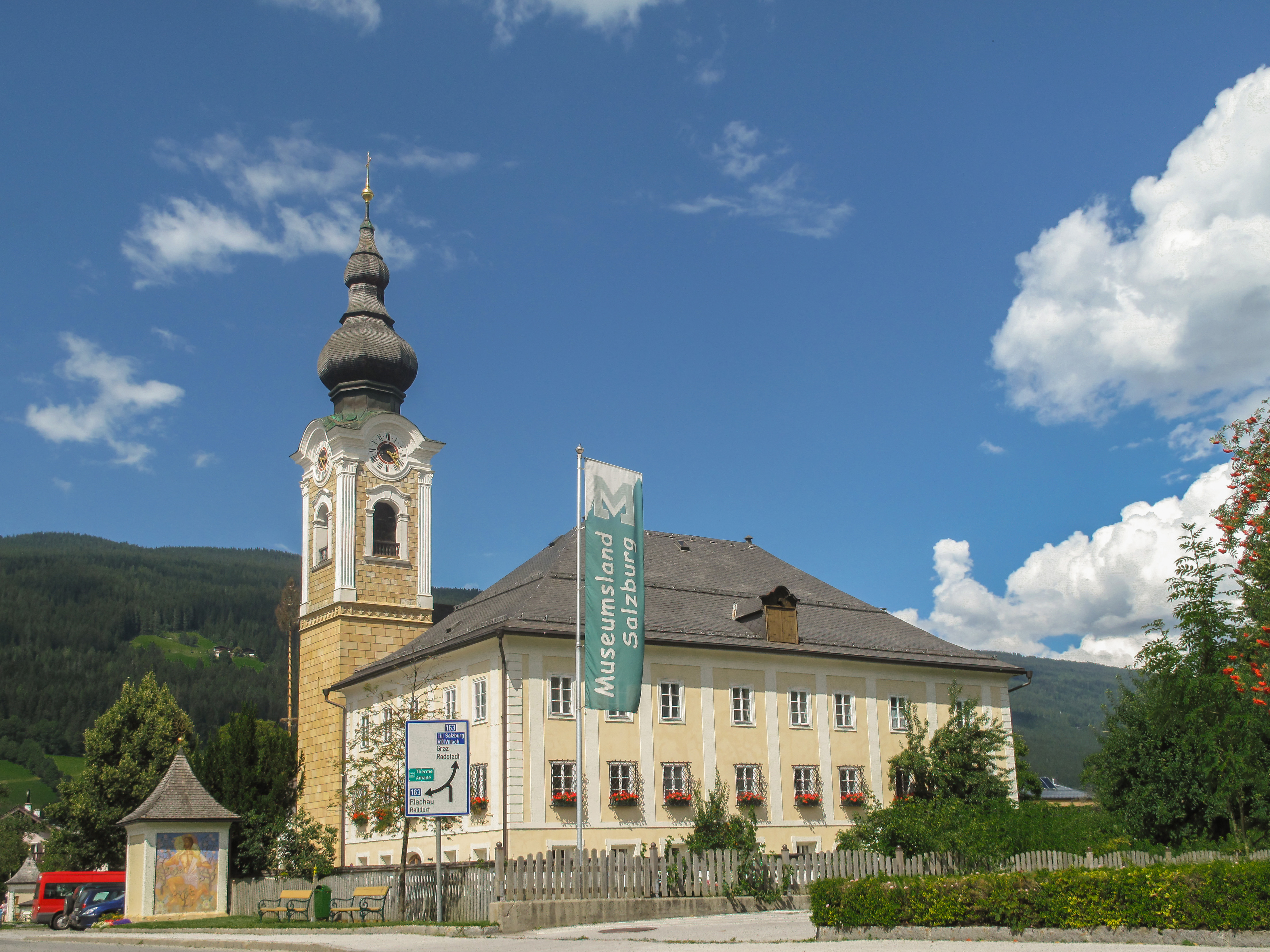
Altenmarkt im Pongau, église

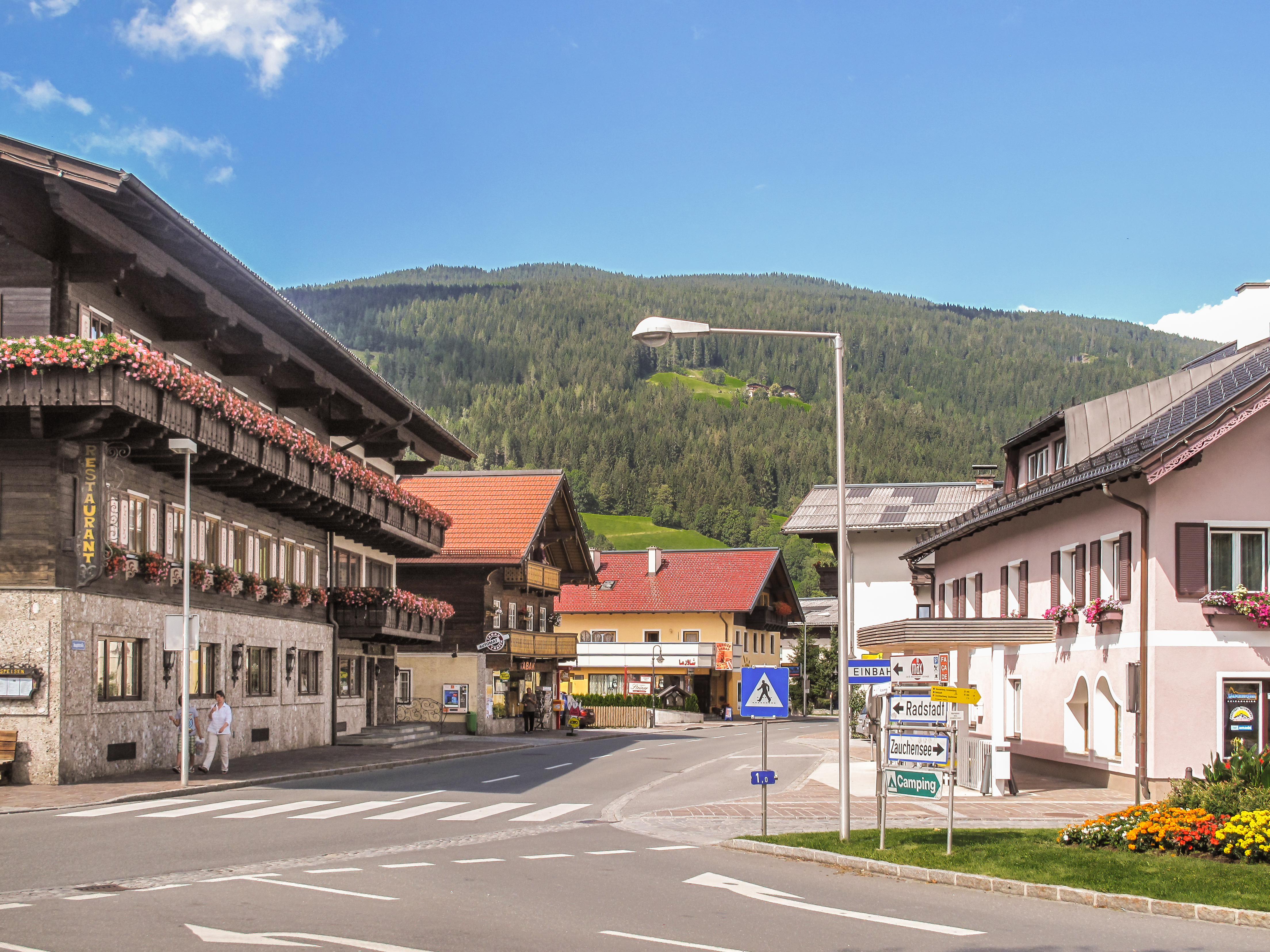
Altenmarkt im Pongau, vue dans la rue

La ville accueille régulièrement des compétitions internationales dont la coupe du monde de ski alpin dans la station de Zauchensee.
La station fait partie de l'Espace Salzburg Amadé Sport World.

## Grands évènements accueillis
- Championnats du monde de ski acrobatique 1993

## Personnalités liées à la commune
- Hermann Maier (1972-) : skieur alpin